# IPhone 15
Das iPhone 15 und das iPhone 15 Plus sind Smartphones der iPhone-Modellreihe des US-amerikanischen Unternehmens Apple. Als 17. Generation dieser Reihe wurden sie am 12. September 2023 zusammen mit den Modellen iPhone 15 Pro und 15 Pro Max der Öffentlichkeit vorgestellt.

## Geschichte
Im Jahr 2021 hatte die Europäische Kommission USB-C auf allen Geräten in der Europäischen Union als den Standard für den Aufladeanschluss technischer Kleinstgeräte festgelegt – dies schließt auch das iPhone mit ein. Daher ersetzte Apple den Lightning-Anschluss, mit dem das Unternehmen alle Smartphones seit dem iPhone 5 ausgestattet hatte, durch USB-C.

## Design

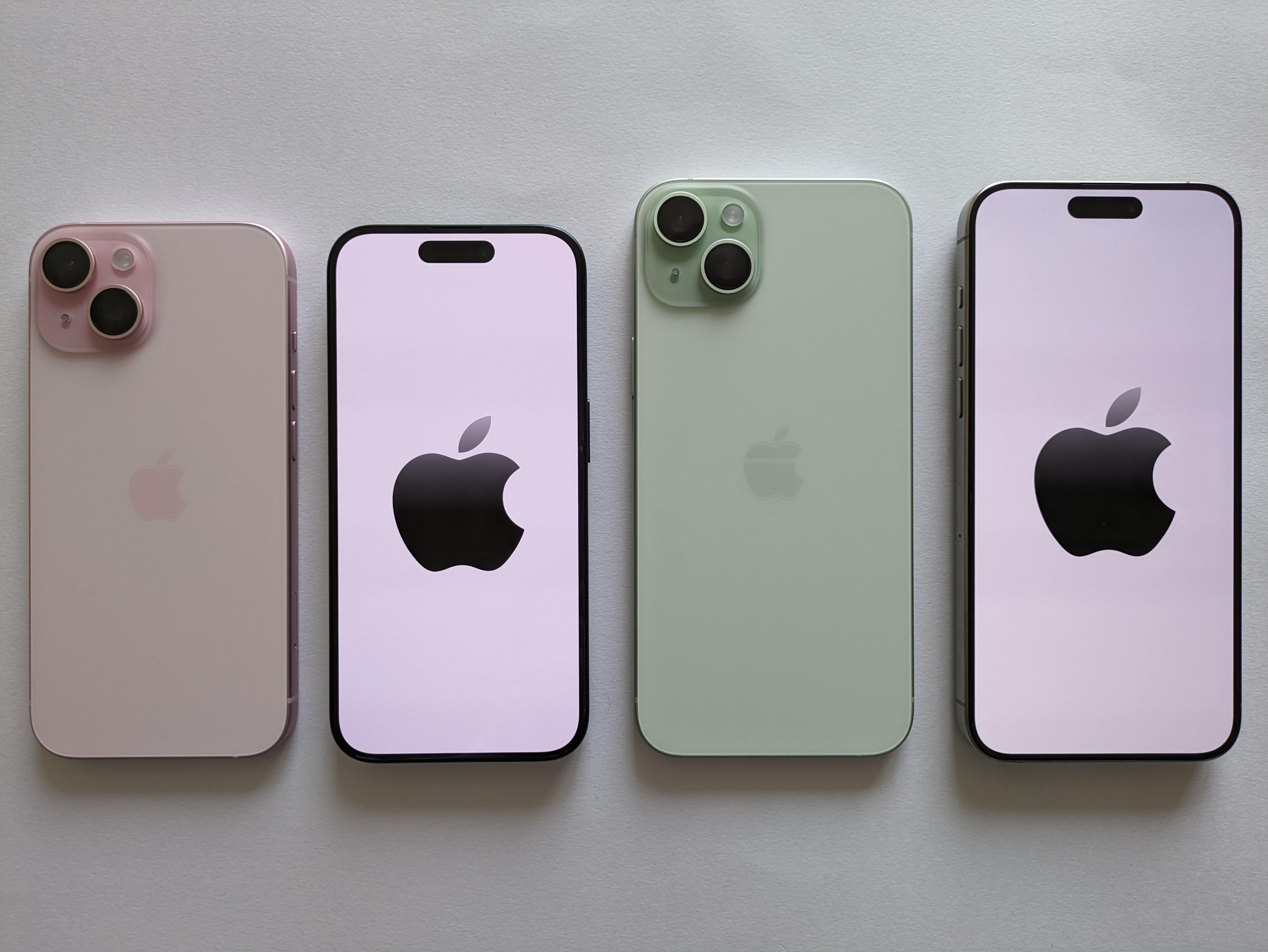
iPhone-15-Serie
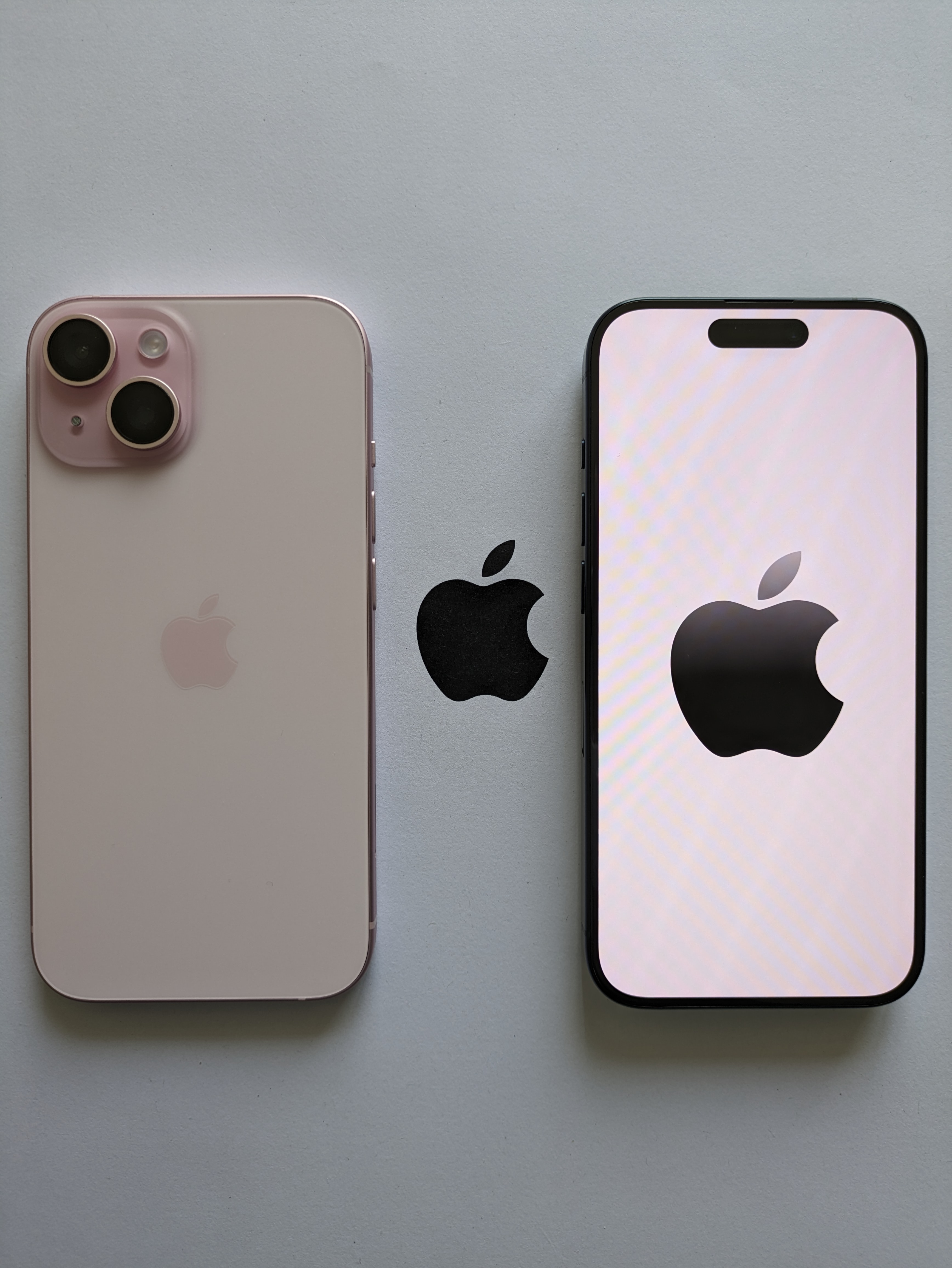
iPhone 15
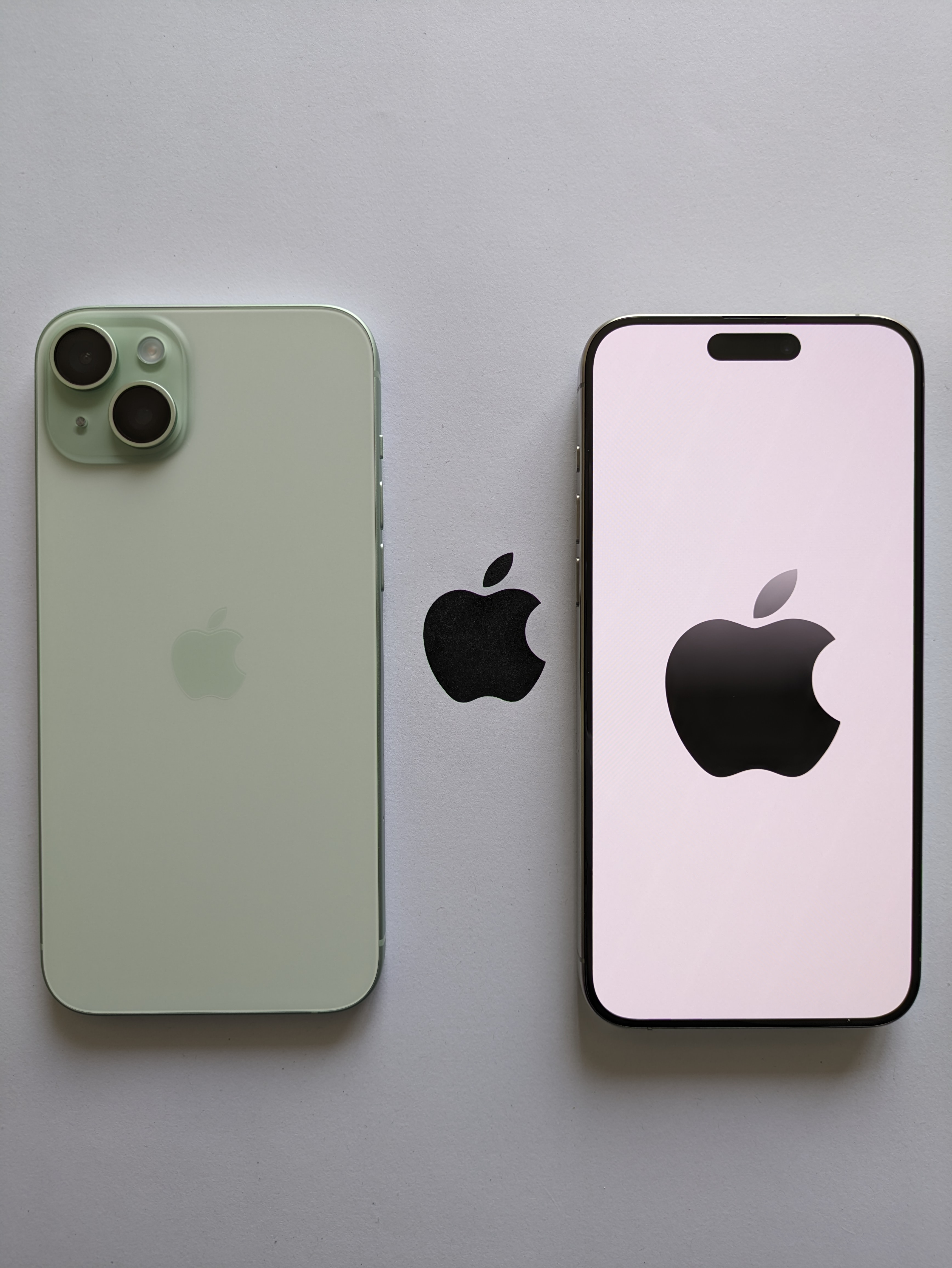
iPhone 15 Plus

Das Glas der Modelle iPhone 15 und 15 Plus ist auf der Rückseite matt gestaltet, die Farbe darin eingelassen, der Rahmen aus mattem Aluminium gefertigt. Beide Modelle sind in Schwarz, Blau, Gelb, Grün und Pink erhältlich. Bis auf den schwarzen Farbton sind alle Farben pastell gehalten.

## Spezifikationen

### Hardware

#### Display
Das iPhone 15 verfügt über ein „Super Retina XDR OLED Display“ mit einer Auflösung von 2556 × 1179 Pixeln. Beim iPhone 15 Plus sind es 2796 × 1290 Pixel; beide erreichen eine Pixeldichte von 460 ppi und eine Helligkeit von 1000 Nits, die bei HDR-Inhalten 1600 Nits erreichen kann und bei direkter Sonneneinstrahlung 2000 Nits.

#### Lade- und Datentransfergeschwindigkeiten
Der USB-C-Anschluss beider Modelle hat eine Übertragungsrate von ca. 480 Mbps (USB 2.0), während das iPhone 15 Pro und iPhone 15 Pro Max über den schnelleren USB 3.1-Anschluss mit 10 Gbps verfügen.

#### Video-Ausgang
Aufgrund der Limitierungen des Lightning-Anschlusses hatten vorherige iPhone-Modelle (iPhone 5 bis iPhone 14) eine maximal unterstützte Auflösung von 1600 × 900. Die iPhone 15-Modelle unterstützen nun DisplayPort über USB-C mit einem Video-Output in HDR bis zu 4K Bildauflösung.

#### Batterie
Das iPhone 15 verspricht bis zu 20 Stunden Videowiedergabe und bis zu 80 Stunden Musikwiedergabe, das Plus-Modell rund ein Viertel mehr (26 Stunden Video, 100 Stunden Musik).

#### System-on-a-Chip
iPhone 15 und iPhone 15 Plus haben den A16 Bionic verbaut, der mit dem iPhone 14 Pro eingeführt worden war. Wie schon beim iPhone 14 wurde damit das System-on-a-Chip (SoC) der Pro-Vorjahresversion verwendet; nur die Pro-Modelle bekamen ein neues SoC.

### Software
Das iPhone 15 und iPhone 15 Plus werden mit iOS 17 ausgeliefert. Dadurch steht (wie auch bei iPhone 15 Pro) zum Beispiel die neue Funktion Dynamic Island zur Verfügung.

## Kritik, Preise und Verfügbarkeit
Kritisiert wurden am iPhone 15 und 15 Plus hauptsächlich Bildwiederholrate, Ladeleistung und USB-Version: Eine Bildwiederholfrequenz von 60 Hertz und eine Ladeleistung von maximal 20 Watt schienen zur Zeit des Erscheinens nicht mehr Stand der Technik. Auch gestattet der Prozessor A16-Bionic nur den Übertragungsstandard von USB Typ-C 2.0, was langsamer sei als bei Konkurrenzprodukten.
iPhone 15 und iPhone 15 Plus waren ab dem 15. September 2023 vorbestellbar und ab dem 22. September 2023 im Handel erhältlich. Im Vergleich zur Vorgängergeneration wurden die Preise der Einstiegsversion bei Markteinführung in Deutschland und Österreich jeweils um 50 Euro und in der Schweiz um 80 bis 100 Franken gesenkt.
| Modell         | Speicher | USA (ohne VAT) | Deutschland, Österreich (inkl. USt) | Schweiz (inkl. MWST) |
| -------------- | -------- | -------------- | ----------------------------------- | -------------------- |
| iPhone 15      | 128 GB   | 799 $          | 949 €                               | 849 Fr.              |
| iPhone 15      | 256 GB   | 899 $          | 1079 €                              | 959 Fr.              |
| iPhone 15      | 512 GB   | 1099 $         | 1329 €                              | 1179 Fr.             |
| iPhone 15 Plus | 128 GB   | 899 $          | 1099 €                              | 949 Fr.              |
| iPhone 15 Plus | 256 GB   | 999 $          | 1299 €                              | 1059 Fr.             |
| iPhone 15 Plus | 512 GB   | 1199 $         | 1479 €                              | 1279 Fr.             |